# 2e division légère de cavalerie
Pour les articles homonymes, voir 2e division.
La 2e division légère de cavalerie (2e DLC) est une division de cavalerie de l'armée de terre française qui a participé à la Seconde Guerre mondiale.
Elle est créée en février 1940 pour participer à la manœuvre de retardement en Ardenne. Celle-ci se déroule du 10 au 12 mai 1940 sans ralentir suffisamment les Allemands. La division s'oppose ensuite à la percée de Sedan. Le 26 mai, bien que fortement diminuée, elle gagne la Picardie pour être engagée dans l'offensive contre la tête de pont d'Abbeville. Après celle-ci, elle participe à la défense sur la Somme et se retrouve piégée et détruite dans la poche de Saint-Valery-en-Caux.

## Création et différentes dénominations
- 10 février 1940 : création à Montmédy de la 2e division légère de cavalerie à partir de la  2e division de cavalerie

## Commandants
- 1940 :  général Berniquet

## Seconde Guerre mondiale

### Drôle de guerre

#### Création
En février 1940, le commandement français, suivant ce qu'il a décidé en novembre 1939, procède à la transformation des trois divisions de cavalerie (DC) en cinq divisions légères de cavalerie (DLC) pour réaliser une action de retardement en Ardenne,. Ce changement n'apporte pas plus de puissance à l'ensemble mais plus de souplesse. Ces nouvelles divisions comportent une brigade de cavalerie (BC) avec deux régiments hippomobiles (5e et 11e Cuirassiers, 6e, 8e, 19e et 31e Dragons, 1er, 12e et 18e Chasseurs à cheval, et 4e Hussards) totalisant 2 000 cavaliers et 8 canons antichars, une brigade légère motorisée (BLM) réunissant un régiment d'automitrailleuses (1er, 2e, 3e, 4e et 5e RAM) et un régiment de dragons portés (2e, 3e, 5e, 14e et 15e RDP), et un régiment d'artillerie tractée constituant l'artillerie divisionnaire (72e, 73e, 75e, 77e et 78e RADC). Ce régiment d'artillerie doit recevoir un groupe de 75 modèle 97 tracté tous terrains et un de 105 C modèle 35 (12 pièces par groupe). Le régiment d'automitrailleuses est constitué d'un escadron d'automitrailleuses de découverte (douze AMD 178), d'un escadron d'automitrailleuses de combat (douze H35) et de deux escadrons motocyclistes. Le régiment de dragons portés comporte deux escadrons mixtes, chacun ayant deux pelotons d'automitrailleuses de reconnaissance et deux pelotons motocyclistes. Ces divisions légères de cavalerie doivent être engagées en Ardenne avec des groupes de reconnaissances de division d'infanterie (GRDI) et de corps d'armée (GRCA) pour retarder l'avance allemande dans cette région.
La 2e DLC est ainsi créée sous le commandement du général Berniquet à partir de la 2e DC. La 2e DLC dépend directement de la 2e armée.

#### Mission sur la Meuse et en Ardenne
En mars, alors que les DLC se constituent, la mission qu'elles doivent accomplir est précisée par le haut commandement. Les premières instructions distinguent deux cas : soit l'attaque allemande contre la 2e armée est d'envergure et alors la cavalerie se porte sur la Semois, effectue des destructions et mène en retraite vers la Meuse (au sud) une action retardatrice, soit l'offensive est secondaire et alors la cavalerie pousse au-delà de la rivière pour y étendre son combat retardateur. La première manœuvre n'est rapidement plus envisagée au profit de la seconde. 
La 2e DLC déployée dans la tête de pont de Montmédy (secteur fortifié de Montmédy) ; pour réaliser sa manœuvre elle est renforcée par le 16e GRCA (du XVIIIe corps d'armée) et des 36e et 73e GRDI (des 41e division d'infanterie et 3e division d'infanterie coloniale). L'ensemble est organisée en deux groupements (ouest et est). Ceux-ci ont chacun un itinéraire attribué pour progresser en Ardenne, l'axe général de la division étant Virton – Arlon. À gauche de la division évolue d'abord la 1re BC jusqu'à la Vierre puis la 5e DLC ; et sur la droite la cavalerie de la 3e armée, dont le 70e GRDI (de la 51e division d'infanterie) qui assure la liaison.
Pour les combats retardateurs, la 2e DLC a prévu trois lignes de défense :
- Arlon – zone frontière belgo-luxembourgeoise
- Jamoigne – Rulles – Ethe
- Williers – Limes – Sommethonne – Dampicourt – Harnoncourt (dans le prolongement de la ligne des maisons fortes)

### Composition
Au 10 mai 1940 :

3e brigade de cavalerie
- 18e régiment de chasseurs à cheval
- 5e régiment de cuirassiers

12e brigade légère motorisée
- 2e régiment d'automitrailleuses
- 3e régiment de dragons portés

Artillerie
- 73e régiment d'artillerie

Génie
- compagnie de sapeurs mineurs 48/1

Transmissions
- compagnie mixte de transmissions 48/84

Train
- compagnie hippomobile 48/20
- compagnie automobile 148/20

Intendance
- groupe d'exploitation divisionnaire 48

Forces aériennes
- groupe aérien d'observation 2/520